# Trapezitinae
Trapezitinae este o subfamilie de fluturi din familia Hesperiidae. Conține specii întâlnite doar în Noua Guinee și Australia, cuprinzând aproximativ 60 de specii împărțite în 16 genuri. 

## Genuri
- Rachelia Hemming, 1964
- Trapezites Hübner, 1819
- Anisynta Lower, 1911
- Pasma Waterhouse, 1932
- Dispar Waterhouse & Lyell, 1914
- Felicena Waterhouse, 1932
- Neohesperilla Waterhouse & Lyell, 1914
- Toxidia Mabille, 1891
- Signeta Waterhouse & Lyell, 1914
- Oreisplanus Waterhouse & Lyell, 1914
- Hesperilla Hewitson, 1868
- Hewitsoniella Shepard, 1931
- Motasingha Watson, 1893
- Antipodia Atkins, 1984
- Proeidosa Atkins, 1973
- Croitana Waterhouse, 1932
- Herimosa Atkins, 1994
- Mesodina Meyrick, 1901